# Atherigona dahlia
Atherigona dahlia este o specie de muște din genul Atherigona, familia Muscidae, descrisă de Adrian C. Pont și Magpayo în anul 1995. Conform Catalogue of Life specia Atherigona dahlia nu are subspecii cunoscute.